# Gong Farmer (Recolectors de brossa i inmundícia)

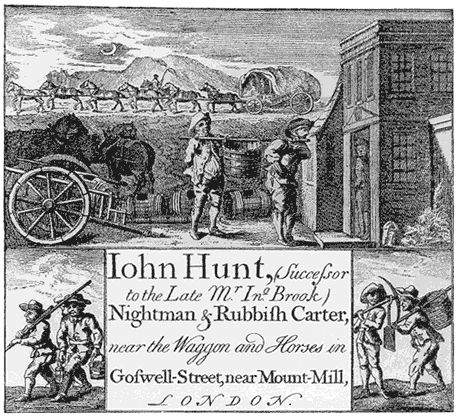
Volant del segle XVIII que anuncia els serveis de John Hunt, nocturn i carreter d'escombraries, que mostra dos homes portant una de les canonades utilitzades per retirar els excrements humans.

Gong Farmer (també gongfermor, gongfermour, gong-fayer, gong-fower o gong scourer ) va ser un terme que es va utilitzar a l'Anglaterra de la dinastia dels Tudor per descriure algú que excavava i eliminava els excrements humans de les escombraries i les fosses . La paraula "gong" es va utilitzar tant per a un privat com per al seu contingut. Com que la feina era considerada impura i desagradable per al públic, els gong farmers només podien treballar de nit, per tant, de vegades eren coneguts com a gent de nit . Els residus que recollien, coneguts com a terra nocturna, s'havien de portar fora dels límits de la ciutat o poble o als abocadors oficials per a la seva eliminació.
Cada cop s'havien d'excavar menys abocadors a mesura que els sistemes d'eliminació d'aigües residuals més moderns, com ara Pous cecs i lavabos, es van estendre cada cop més a l'Anglaterra del segle XIX. El treball de buidatge de fosses asèptiques, avui en dia, s'acostuma a dur a terme de manera mecànica mitjançant succió, mitjançant camions cisterna especialitzats anomenats camions de buit .

## Primers arranjaments de clavegueram
"Gong" de l'anglès antic  , que significa "anar".  Les ciutats normalment tenien lavabos públics, coneguts com a cases de servitud, però el nombre era limitat: a Londres, cap a la fi del segle XIV, per exemple, només n'hi havia 16 per una població de 30.000 habitants. Es van introduir normatives locals per controlar la col·locació i construcció de latrines privades. Sovint es col·locaven els tancs sota el sòl del celler o al pati d'una casa. Alguns tenien tobogans de fusta per portar els excrements des dels pisos superiors fins a l'abocador, de vegades arrossegats per l'aigua de pluja. Els tancs no eren estancs, el que permetia que els residus líquids s'escorreguessin i deixaven només els sòlids a recollir.
La mala olor de les fosses assèptiques era un problema continu, i l'acumulació de residus sòlids va fer que s'havien de netejar cada dos anys més o menys. Era feina dels agricultors de gong excavar-los i treure els excrements. A finals del segle XV cobraven dos xílings per tona de residus retirats.

## Condicions de treball
Tot i estar ben pagat, el paper dels Gong Farmer, va ser considerat pels historiadors de la sèrie de televisió The Worst Jobs in History com un dels pitjors del període Tudor. Els empleats a Hampton Court durant l'època de la reina Isabel I, per exemple, cobraven sis penics al dia, una bona vida per a l'època, però la vida laboral d'un Gong Farmer era "passar fins als genolls, la cintura i fins i tot el coll en excrements humans". Només era permès que treballessin de nit, entre les 9:00 pm i 5:00 am  Només se'ls permetia viure en zones específiques, i de vegades eren superats per l'asfíxia pels fums nocius produïts pels excrements humans.
Els Gong Farmers normalment empraven un parell de nois joves per treure els cubells plens d'excrements de la fossa i treballar en espais reduïts.
Després d'excavar les deposicions, els residus sòlids es dipositaven en grans barrils o canonades, que es carregaven en un carro tirat per cavalls. A mesura que les vivendes varen  estendre a les residències dels ciutadans comuns, sovint es van construir en patis posteriors amb accés posterior o carrerons, per evitar la necessitat de portar bótes de residus per la casa fins al carrer. Gran part del que se sap sobre els privilegis de Londres durant els segles XVII i XVIII prové de declaracions de testimonis que descriuen el que s'havia descobert entre els excrements humans, com ara els cadàvers d'infants no desitjats.
 
Tots els residus humans recol·lectats s'havien d'eliminar de la població o ciutat on es recollien, bé escampant-los en terres comunitàries fora del municipi o transportant-los a les parades, que normalment es trobaven als límits de la ciutat. Gran part del contingut dels fossats de Londres va ser portat a abocadors a la vora del riu Tàmesi, com ara l'anomenat Dung Wharf —més tard el lloc del Mermaid Theatre —, des d'on es transportava en una gran barca per ser utilitzat com a fertilitzant en camps o hortes. Alguns dels abocadors es van fer força massius; Mount Pleasant a l'actual Clerkenwell, Londres, ocupava una àrea de 7.5 acres (3.0 ha) el 1780.
Les sancions per no eliminar els residus de la forma aprovada podrien ser dures. Un Gong Farmer de Londres que va abocar les deposicions per un desguàs es va posar en una de les seves pròpies canonades plenes fins al coll de gong, abans de ser exposat públicament a Golden Lane amb un cartell que detallava el seu crim.

### Riscos
Aquest treball podia ser perillós,  qui es dedicava a aquesta tasca havia de patir les males olors, per la qual cosa no era una professió gaire desitjable. La feina dels Gong Farmers era físicament esgotadora, sense ventilació a les fosses, cosa que feia encara més difícil la feina de tota la nit. Les fosses no sempre es van mantenir, i la podridura del sostre de la fossa era un perill comú.
Un incident notable va ocórrer l'any 1326, quan un Gong Farmer anomenat Richard the Raker va caure a una fossa el sostre de la qual s'havia podrit, i es va ofegar mentre recollia les femtes. A causa de la naturalesa desagradable de la feina, els Gong Farmers normalment estaven ben pagats, però no eren ben respectats i sovint eren evitats per altres de la seva comunitat.

## Evolucions posteriors
A partir de principis del 1500, les poblacions més grans vare començar a emprar carronyers, com es van conèixer, per eliminar els residus humans dels carrers. Gran part d'aquests residus provenien pous cecs desbordats i femers, o d'olles de cambra buidades als carrers des de les finestres de dalt. El 1615, la ciutat de Manchester donava feina a dinou carronyers inferiors, o rastrejadors, gestionats per dos carronyers.